# Hyde Park Corner

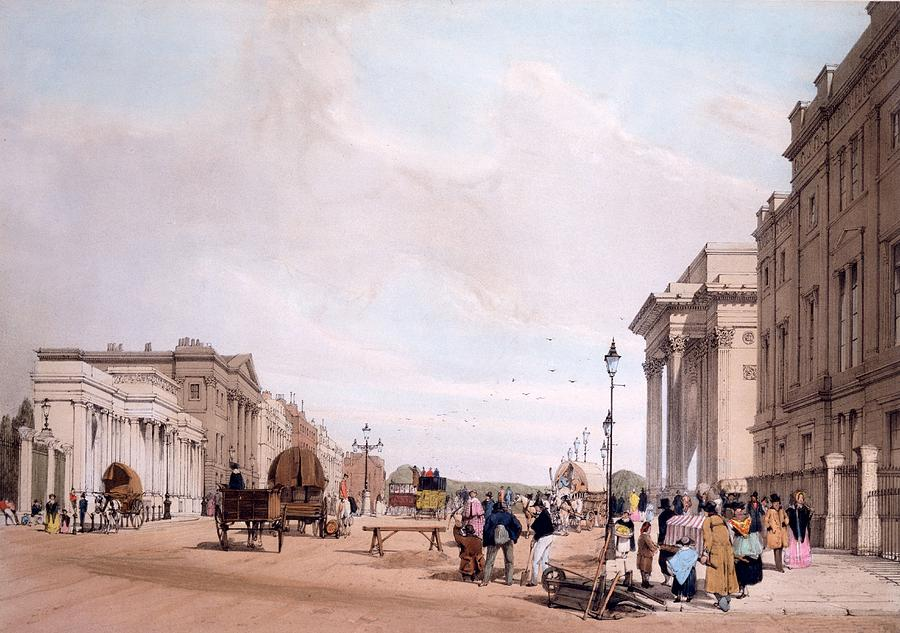
Hyde Park Corner nel 1842 in un dipinto di Thomas Shotter Boys

Hyde Park Corner è un'intersezione di Londra situata a sud-est di Hyde Park, nella City di Westminster. È posta alla convergenza di Park Lane, Knightsbridge, Piccadilly, Grosvenor Place e Constitution Hill. La stazione metropolitana più vicina è l'omonima Hyde Park Corner.
Vi è una galleria stradale sotto la piazza, connettendo Knightsbridge con Piccadilly.
Al centro dell'incrocio viario sorge un grande spazio verde su cui è situato il Constitution Arch o Wellington Arch, edificato nel XIX secolo sulla base di alcuni disegni di Decimus Burton.

## Curiosità
Hyde Park Corner era anche la frase in codice per indicare la morte di Giorgio VI del Regno Unito.

## Galleria d'immagini

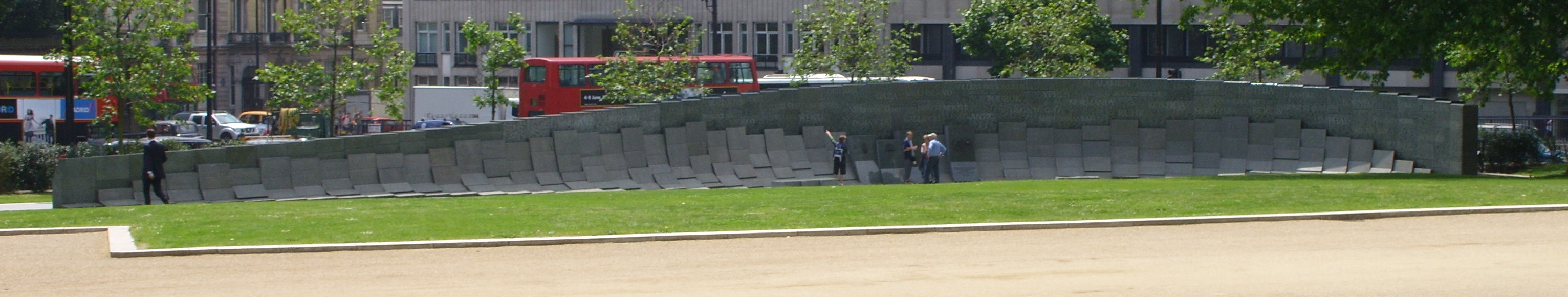
Australian War Memorial
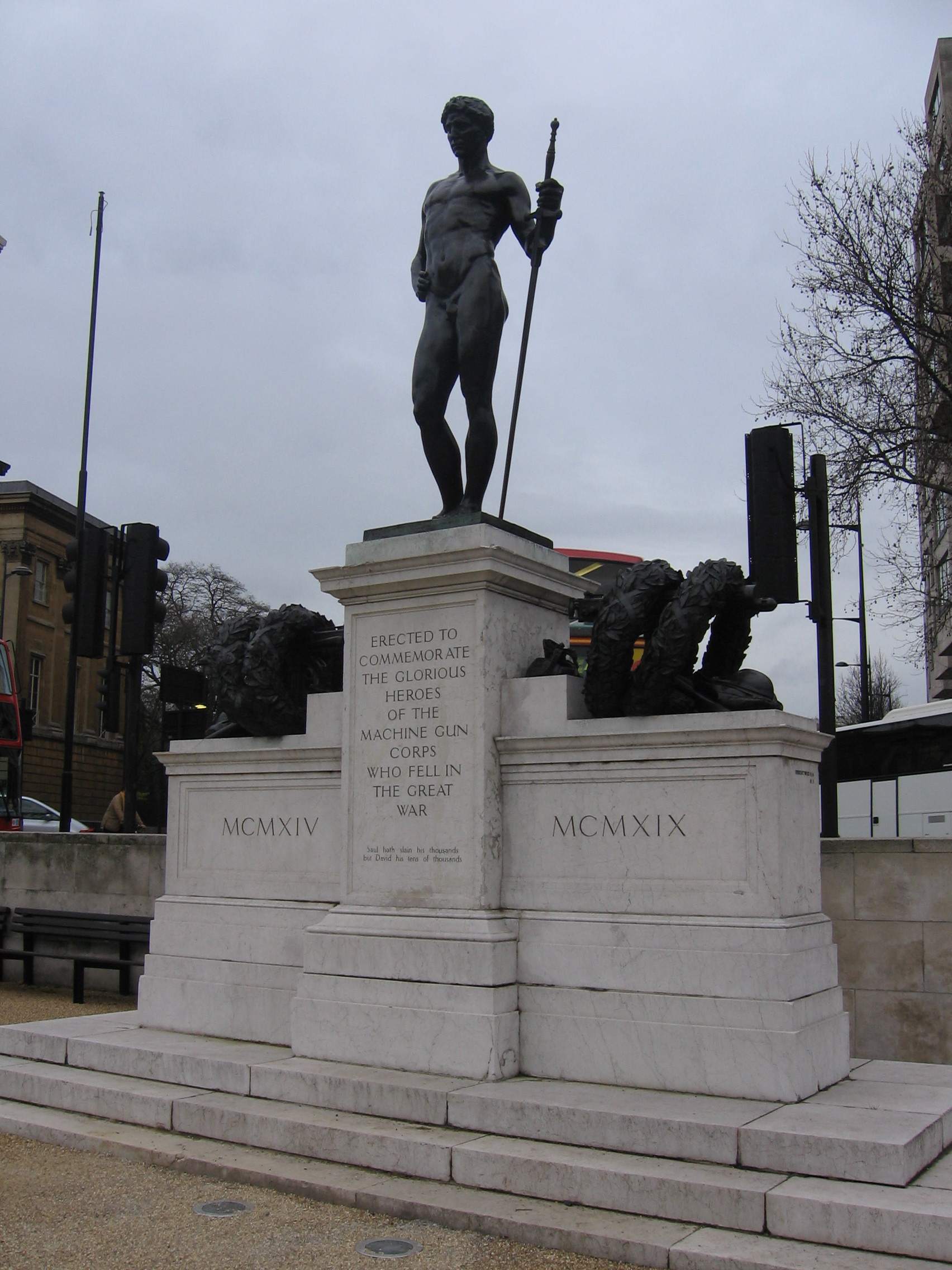
Statua di Davide che commemora le vittime del Machine Gun Corps durante la seconda guerra mondiale
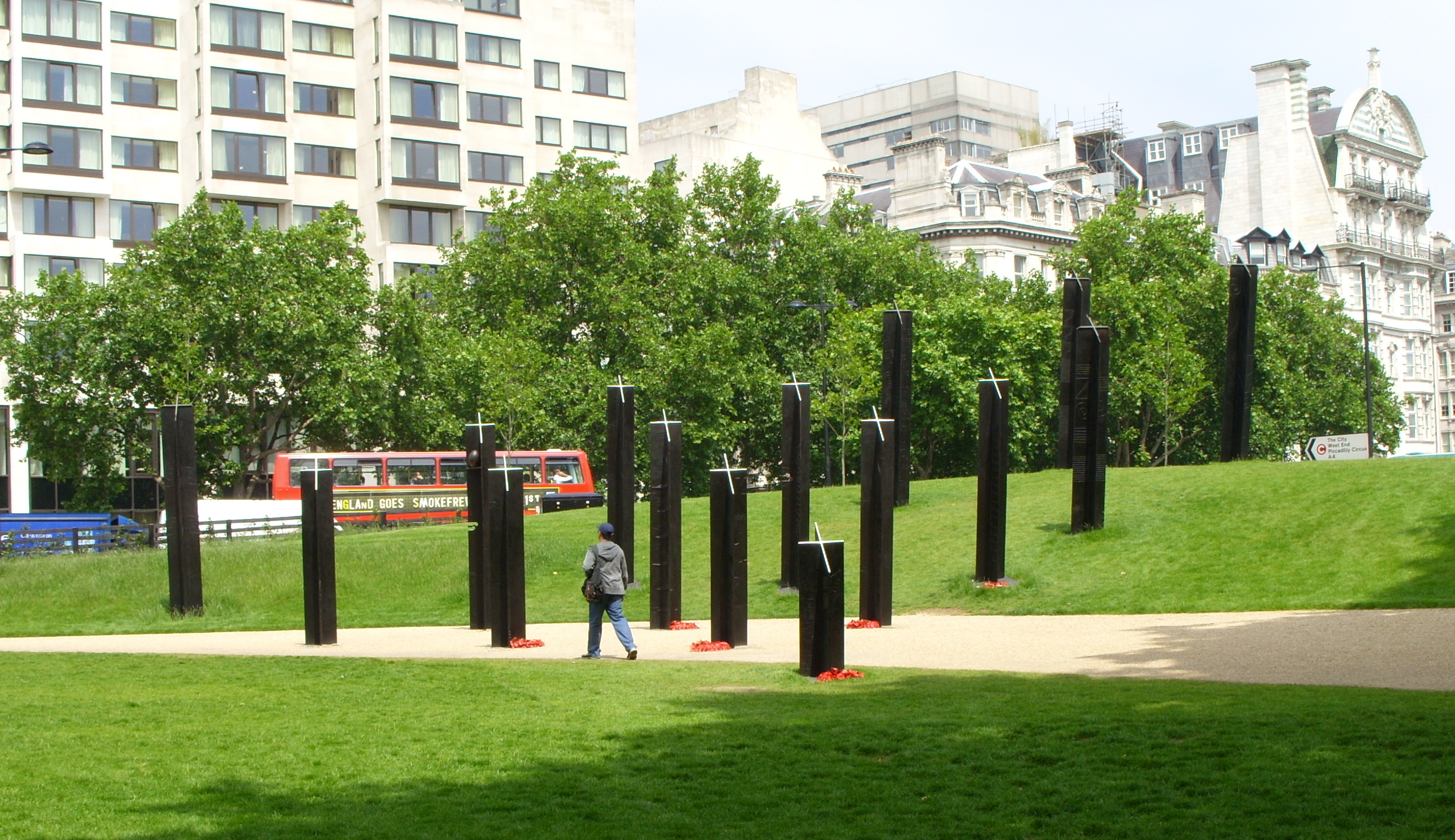
New Zealand War Memorial
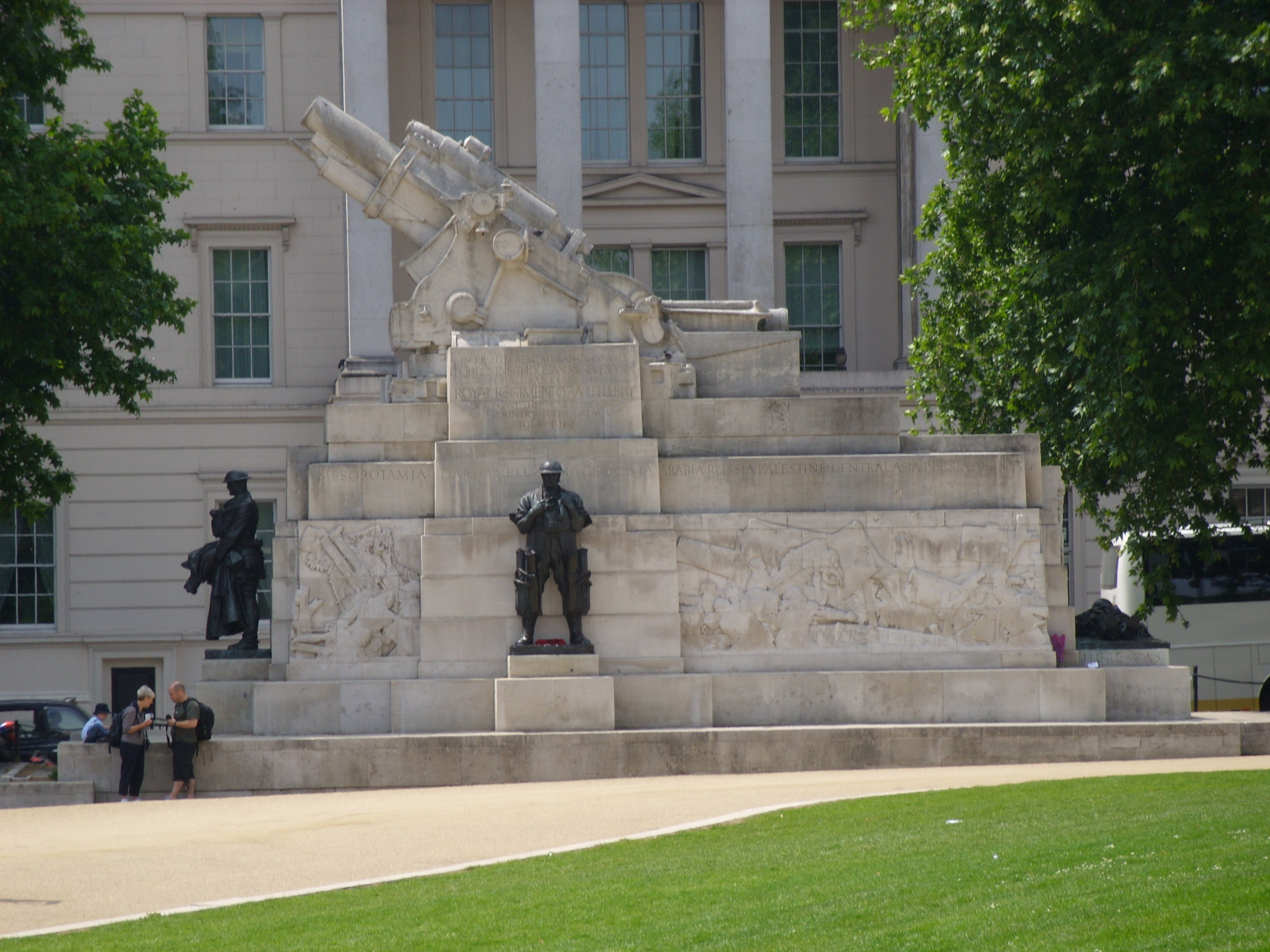
Royal Artillery Memorial
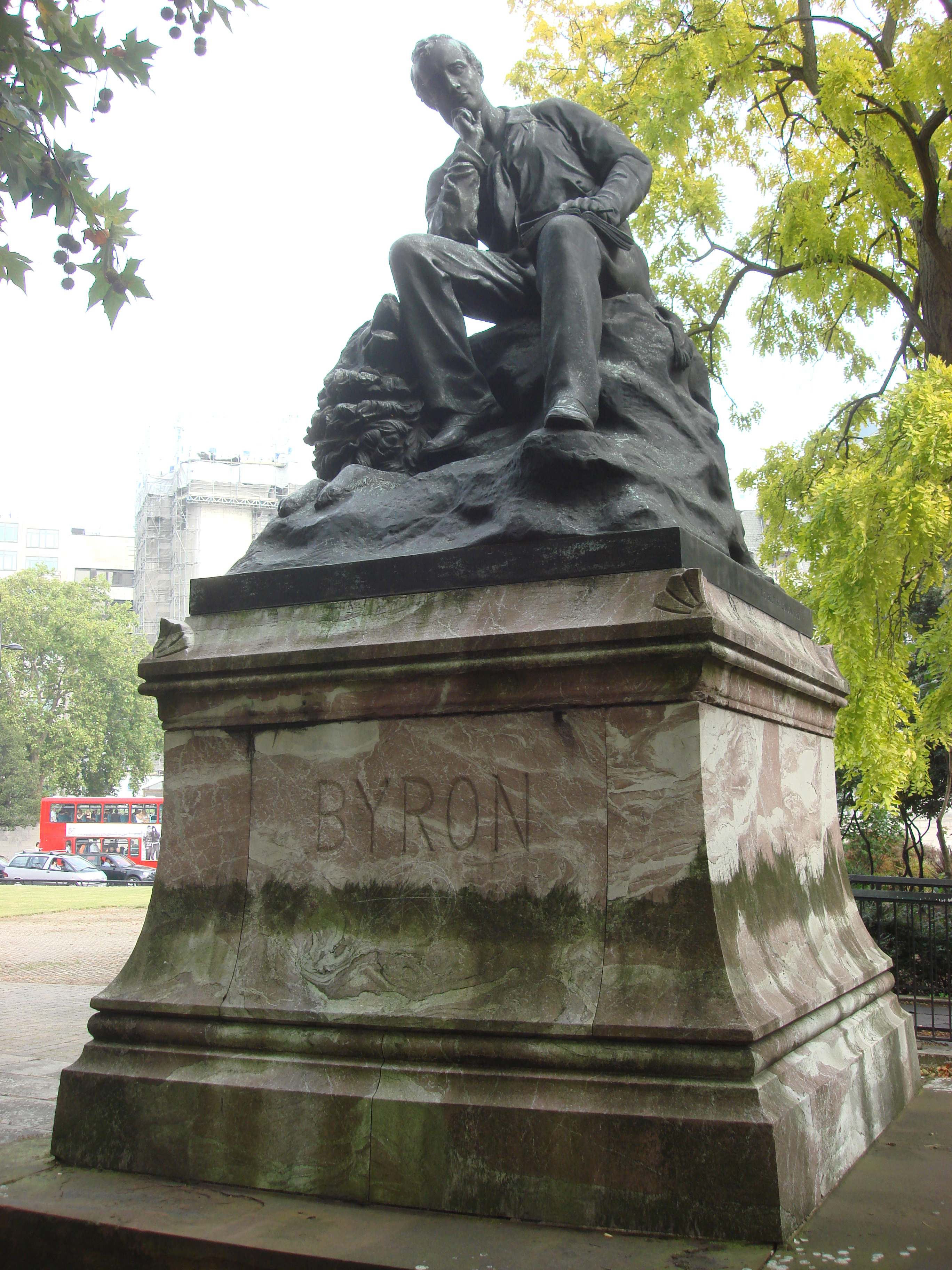
Statua di Lord Byron
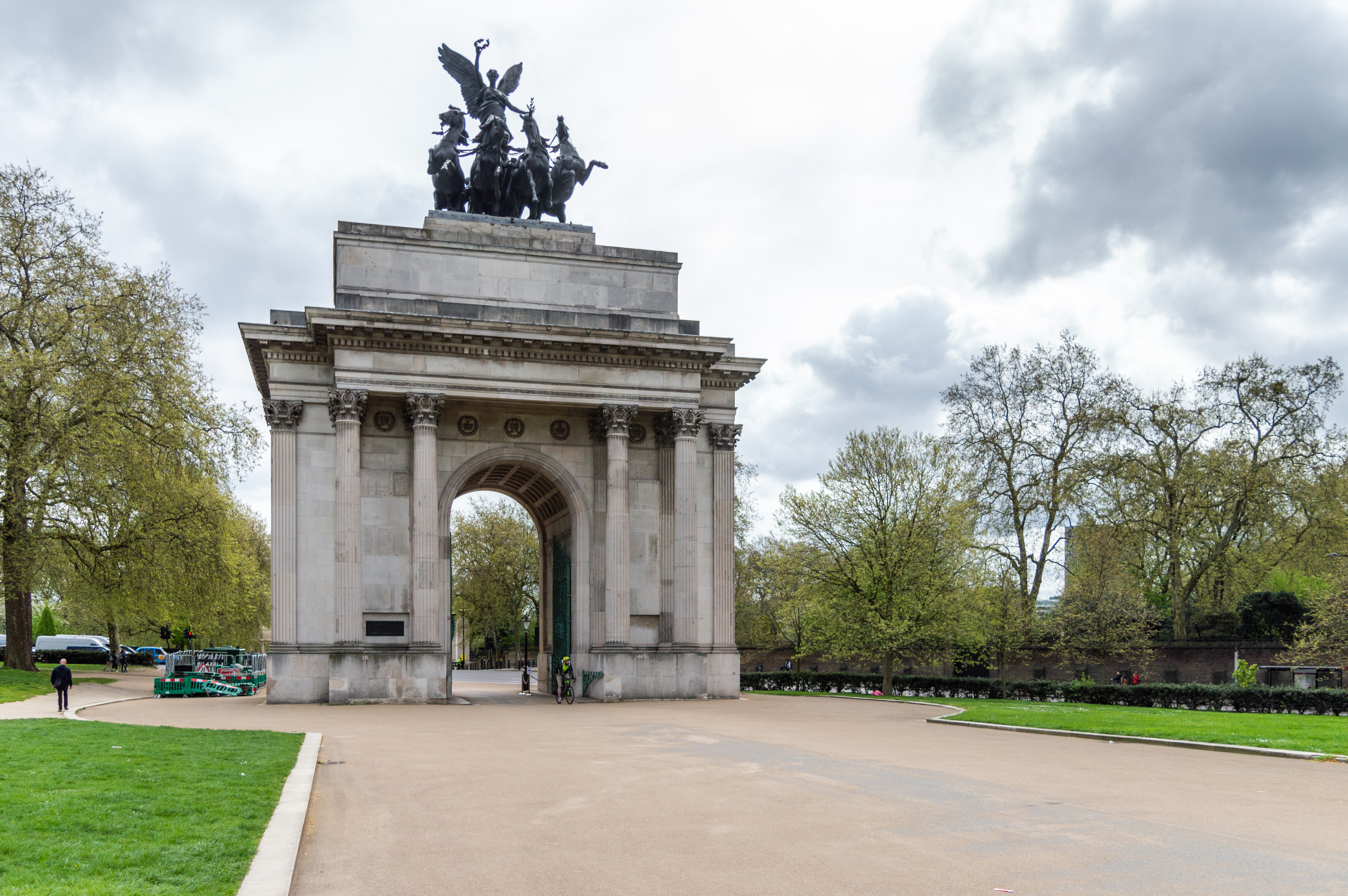
Wellington Arch